# Ethnokratie
Die Ethnokratie ist eine Herrschaftsform, in welcher die staatlichen Behörden von Angehörigen einer oder mehrerer dominanter ethnischer Gruppen kontrolliert werden, um zu Gunsten eigener Interessen, Machtansprüche und Ressourcen zu handeln. Ethnokratische Regimes zeigen typischerweise eine dünne demokratische Fassade, welcher die tiefgreifende Vormachtstellung der dominanten ethnischen Gruppe verhüllen soll. In einer Ethnokratie tritt die Staatsbürgerschaft deutlich hinter die Zugehörigkeit zur „richtigen“ Ethnie, Rasse oder Religion zurück, wenn es um die politische Mitbestimmung geht. Die dominante Ethnie versucht, den Staat mehr und mehr an den eigenen Interessen anzugleichen, was zu Konflikten mit Minderheiten und benachbarten Staaten führt.
Ethnokratien weisen durch diese Eigenheiten politische Mechanismen auf, die sie von Demokratien als auch von autoritären und diktatorischen Regimes abgrenzen lassen.
Das Wesen und die Mechanismen einer Ethnokratie wurden erstmals vom israelischen Politologen und Geographen Oren Yiftachel beschrieben. Wichtig ist die Abgrenzung von der sogenannten ethnischen Demokratie, welche funktionierende demokratische Strukturen aufweist, aber durch eine ethnische Prägung gekennzeichnet ist. Yiftachel erstellte die Theorie des ethnokratischen Staates vor allem anhand von Israel und Palästina und verglich die Funktionsweise des israelischen Staates mit anderen ethnisch geprägten Staaten und Gebieten wie Nordirland, Estland, Serbien, Kroatien, Zypern, Sri Lanka und Malaysia.
Die Arbeiten von Yiftachel und seiner Kollegen zeigten auf, dass einige Bereiche des Staates für Aufrechterhaltung der Ethnokratie lebenswichtig sind. Diese sind vor allem die Streitkräfte, die Landverwaltung, die Einwanderungskontrolle, und die wirtschaftliche Entwicklung. Diese Bereiche sichern die langfristige Dominanz der vorherrschenden Ethnie ab und erzeugen soziale Schichten, die sich an den ethnischen Zugehörigkeiten orientieren. Ethnokratien gelingt es oft, kurzfristig die Kontrolle über die Minderheiten sicherzustellen, insbesondere durch deren vordergründige und ineffektive Integration in die demokratischen Prozesse. Sie neigen dazu, langfristig instabil zu werden und leiden unter wiederholten Konflikten und Krisen. Diese werden manchmal durch eine deutliche Demokratisierung des Staatsgebildes gelöst (etwa die Einführung einer Konkordanzdemokratie), aber manchmal schlittern Ethnokratien auch in langwierige innere Konflikte, eine institutionalisierte ethnische Diskriminierung oder sogar Apartheid ab.

## Fallbeispiele

### Israel
In den Arbeiten Yiftachels wurde Israel als eine Ethnokratie beschrieben. Unterstützt wird er durch eine Anzahl von anderen Wissenschaftlern, wie etwa Shlomo Sand, Nur Mashala, Baruch Kimmerling und Hannah Naveh. Gelehrte wie Gershon Shafir, Yoav Peled und Sammy Smooha – welcher die erwähnte Theorie der „ethnischen Demokratie“ entwickelte – lehnen diese Bezeichnung Israels ab. In seinen späteren Schriften stellte Peled aufgrund der Ereignisse und Gesetzesbeschlüssen ab dem Jahre 2000 (2. Intifada) den Wandel Israels zur Ethnokratie fest. Er stützt dies unter anderem auf ein Gesetz, welches palästinensischen Ehepartnern von israelischen Bürgern verbietet, in Israel Wohnsitz zu nehmen, und auf den Vorschlag der Partei Jisra’el Beitenu, in bestimmten Gebieten die Grenze zwischen Israel und Palästina derartig zu verschieben, dass arabischstämmige israelische Bürger in Palästina leben würden.